# Father to a Sister of Thought
Father to a Sister of Thought es una canción escrita por Stephen Malkmus de Pavement que  pertenece al tercer álbum de la banda, Wowee Zowee. El 20 de junio de 1995 la canción fue lanzada como segundo sencillo del álbum en formato de disco de vinilo de 7'' y CD; la lista de canciones es la misma para ambos versiones. Ambos lados B están incluidos en los bonus tracks de la edición deluxe de 2006 Wowee Zowee: Sordid Sentinels Edition.
Father to a Sister of Thought es única en el sentido que es lo más cercano a country alternativo o al rock con guitarras discordantes que Pavement ha hecho, debido al uso de guitarras con pedal de acero y el modo mixolidio. Durante la mayor parte de la canción, la armonía es limitada a cuatro cuerdas, pero termina con un riff al estilo de blues. El vídeo musical muestra a la banda tocando todos juntos frente a utilería tematizada al viejo oeste, pintadas por Steve Keene, la cual también fue utilizada para los tours de la banda durante ese periodo.

## Lista de canciones[5]
| N.º | Título                                   | Duración |  |
| 1.  | «Father to a Sister of Thought»          | 3:35     |  |
| 2.  | «Kris Kraft»                             | 2:48     |  |
| 3.  | «Mussle Rock (Is a Horse in Transition)» | 3:31     |  |